# Il sospetto (Iles)
Il sospetto (Before the Fact) è un romanzo dell'autore Francis Iles alias Anthony Berkeley Cox. Nel 1941 ne venne tratto il film omonimo diretto da Alfred Hitchcock con Cary Grant e Joan Fontaine.

## Trama
Incipit del romanzo: "Ci sono donne che generano degli assassini, donne che li amano, donne che li sposano. Lina Aysgarth ci mise otto anni per accorgersi di aver sposato un assassino." Nel giallo classico l'interesse del lettore consiste nell'individuare il colpevole di uno o più omicidi, in questo romanzo invece, sappiamo sin dall'inizio chi è il colpevole e l'interesse del lettore risiede nel seguire i destini dei vari personaggi coinvolti in questa inusuale storia.
Lina McLaidlaw è una ricca donna di ventotto anni un po' saccente un po' snob, non bella e single. Johnnie Aysgarth è un uomo di ventisette anni, molto bello e altrettanto spiantato. I due protagonisti di questa storia si incontrano ad una festa organizzata dalle ragazze Cotherstone. A queste feste venivano invitati gli amici e gli amici degli amici, per cui non era infrequente trovarci nuove persone che potevano risultare antipatiche o anche interessanti.
Lina e Johnnie dopo poco si fidanzano e dopo pochi mesi di fidanzamento si sposano. In viaggio di nozze vanno a Parigi, dormono nei migliori alberghi e cenano nei ristoranti di lusso. Al loro ritorno, a Londra, si trasferiscono in un'enorme casa con otto camere da letto, ma dopo un mese Johnnie confessa a Lina che non ha più un soldo. Già i soldi per il viaggio di nozze se li è fatti prestare. Lina gli risponde con orrore che è un irresponsabile ma Johnnie gli confessa, con un'innocenza disarmante, che il Generale McLaidlaw, suo padre, potrebbe mantenerli. Lina, a quest'idea di suo marito, inorridisce e consiglia a Johnnie di trovarsi un lavoro. Lui non è molto contento di questa soluzione prospettatagli da sua moglie ma è costretto ad accettarla. Per cui, dopo molte ricerche, Lina riesce a trovargli un lavoro come amministratore di un'enorme proprietà terriera presso un lontano parente di Johnnie che vive nelle vicinanze.
Sono passati tre anni e Lina e Johnnie sono ancora sposati. Johnnie continuava a lavorare come amministratore della tenuta, e persino il generale lo aveva rivalutato, dando tutto il merito di questa trasformazione a Lina. Durante una festa a casa di Johnnie e Lina una loro ospite, Lady Fortnum, smarrisce un gioiello prezioso. Dopo alcune ore di ricerche infruttuose gli ospiti decidono che è inutile continuare a cercare e lasciano la festa. Poco dopo Johnnie va a fare una doccia e Lina trova il gioiello smarrito in una delle tasche dei pantaloni di Johnnie. Quando Lina gli chiede spiegazioni Johnnie si giustifica dicendogli che voleva solo fare uno scherzo innocente.
I fatti si susseguono in modo ravvicinato. Lina scopre che Johnnie gioca, e perde grosse somme, alle corse dei cavalli. Capendo il potenziale distruttivo di questo vizio cerca, senza riuscirci, di farlo smettere. Scopre anche che il suo Johnnie è stato licenziato dal lavoro perché, dopo una revisione dei conti, era risultato che aveva sottratto del denaro dalle casse della tenuta. Anche dalla casa di Lina e Johnnie sono spariti diversi oggetti tra cui alcune sedie antiche, candelabri d'argento e un prezioso gioiello.
Intanto il padre di Lina muore e lei ne eredita tutte le sostanze. In un momento di rabbia Lina dice a Johnnie che ha scoperto che ha avuto un figlio dall'ex cameriera e che ha falsificato la sua firma su alcuni assegni bancari. Johnnie gli risponde che ha avuto diverse amanti e che l'ha sposata soltanto per il suo grande patrimonio. Lina gli comunica che ha intenzione di divorziare e lui gli risponde che ora non gli importa più nulla di cosa farà.
Il romanzo prosegue con altre inquietanti scoperte e avvenimenti tra cui l'incontro con il pittore Ronald Kirby e il sospetto, da parte di Lina, che suo marito abbia provocato la morte di suo padre.

## Personaggi
- Lina McLaidlaw: giovane e ricca signora di campagna
- Johnnie Aysgarth: il marito di Lina McLaidlaw
- Generale McLaidlaw: padre di Lina
- Joyce Witton: sorella di Lina McLaidlaw
- Cecil Witton: scrittore e marito di Joyce
- Thwaite Nasoabecco: amico di scuola di Johnnie
- Janet Caldwell: amica di Lina
- Freda Newsham: vicina di casa degli Aysgarth
- Ronald Kirby: pittore

## Trasposizioni
Cinema
- Il sospetto (1941): esistono alcune differenze tra il romanzo e il film, anche se queste differenze non sminuiscono l'atmosfera e l'incertezza presenti nel libro. Nell'epilogo, a cura di Mauro Marchesini, si dice che Hitchcock creò un finale per il film che venne "dato in pasto al pubblico in una preview. Risultato: fiasco totale." Per cui Hitchcock crea un nuovo finale, quello attuale.[senza fonte]

## Edizioni
- Francis Iles, Il sospetto, I Classici del Giallo, Arnoldo Mondadori Editore, 1980.